# Лоренс-Парк Тауншип (округ Ері, Пенсільванія)
Лоренс-Парк Тауншип (англ. Lawrence Park Township) — селище (англ. township) в США, в окрузі Ері штату Пенсільванія. Населення — 3820 осіб (2020).

## Демографія
Згідно з переписом 2010 року, у селищі мешкали 3982 особи в 1528 домогосподарствах у складі 1080 родин. Було 1622 помешкання
Расовий склад населення:
| - 96,1 % — білих - 1,9 % — чорних або афроамериканців - 0,2 % — корінних американців - 0,2 % — азіатів |

До двох чи більше рас належало 1,0 %. Частка іспаномовних становила 1,9 % від усіх жителів.
За віковим діапазоном населення розподілялося таким чином: 24,4 % — особи молодші 18 років, 59,1 % — особи у віці 18—64 років, 16,5 % — особи у віці 65 років та старші. Медіана віку мешканця становила 39,4 року. На 100 осіб жіночої статі у селищі припадало 88,9 чоловіків;  на 100 жінок у віці від 18 років та старших — 86,5 чоловіків також старших 18 років.
Середній дохід на одне домашнє господарство  становив 63 717 доларів США (медіана — 49 953), а середній дохід на одну сім'ю — 70 329 доларів (медіана — 57 127). Медіана доходів становила 45 112 долари для чоловіків та 32 234 долари для жінок. За межею бідності перебувало 7,0 % осіб, у тому числі 5,8 % дітей у віці до 18 років та 1,8 % осіб у віці 65 років та старших.
Цивільне працевлаштоване населення становило 1708 осіб. Основні галузі зайнятості: освіта, охорона здоров'я та соціальна допомога — 30,2 %, виробництво — 18,1 %, роздрібна торгівля — 14,1 %.